# Afrothismia mhoroana
Afrothismia mhoroana är en enhjärtbladig växtart som beskrevs av Martin Roy Cheek. Afrothismia mhoroana ingår i släktet Afrothismia och familjen Burmanniaceae. Inga underarter finns listade i Catalogue of Life.